# Región Norðurland Vestra
Norðurland Vestra (en español: Región noroccidental) es una de las ocho regiones de Islandia. Se encuentra al noroeste del país. Su capital es Sauðárkrókur. 

## Geografía
La región se sitúa en el norte de Islandia y posee 12.592 kilómetros cuadrados de superficie, por lo que en términos de extensión es similar a Catar. 
El principal accidente de su litoral es la península de Skagi, que separa la bahía de Húnaflói al occidente, del fiordo Skagafjörður al oriente. 

### Ríos, lagos y glaciares
Sus ríos lo atraviesan de sur a norte, pues esa es la dirección que sigue la pendiente desde las Tierras Altas hasta el océano Ártico. Los principales son el Blanda, el Héraðsvötn y el Jökulsá á Fjöllum. 
Entre sus lagos están el Blöndulón y el Hóp. Al suroccidente contiene una zona del glaciar Langjökull, que comparte con la región de Suðurland, y al suroriente otra del Hofsjökull, que comparte con la de Vesturland.

## Demografía
Al 1 de diciembre de 2008 contaba con 7.395 habitantes. La densidad de población es de 0,587 habitantes por kilómetro cuadrado. Es la segunda menos poblada después del país, pues en términos de número total de habitantes solo supera a la de Vestfirðir. Su capital, Sauðárkrókur, se encuentra al oriente del país en el municipio del mismo nombre. 

## Administración

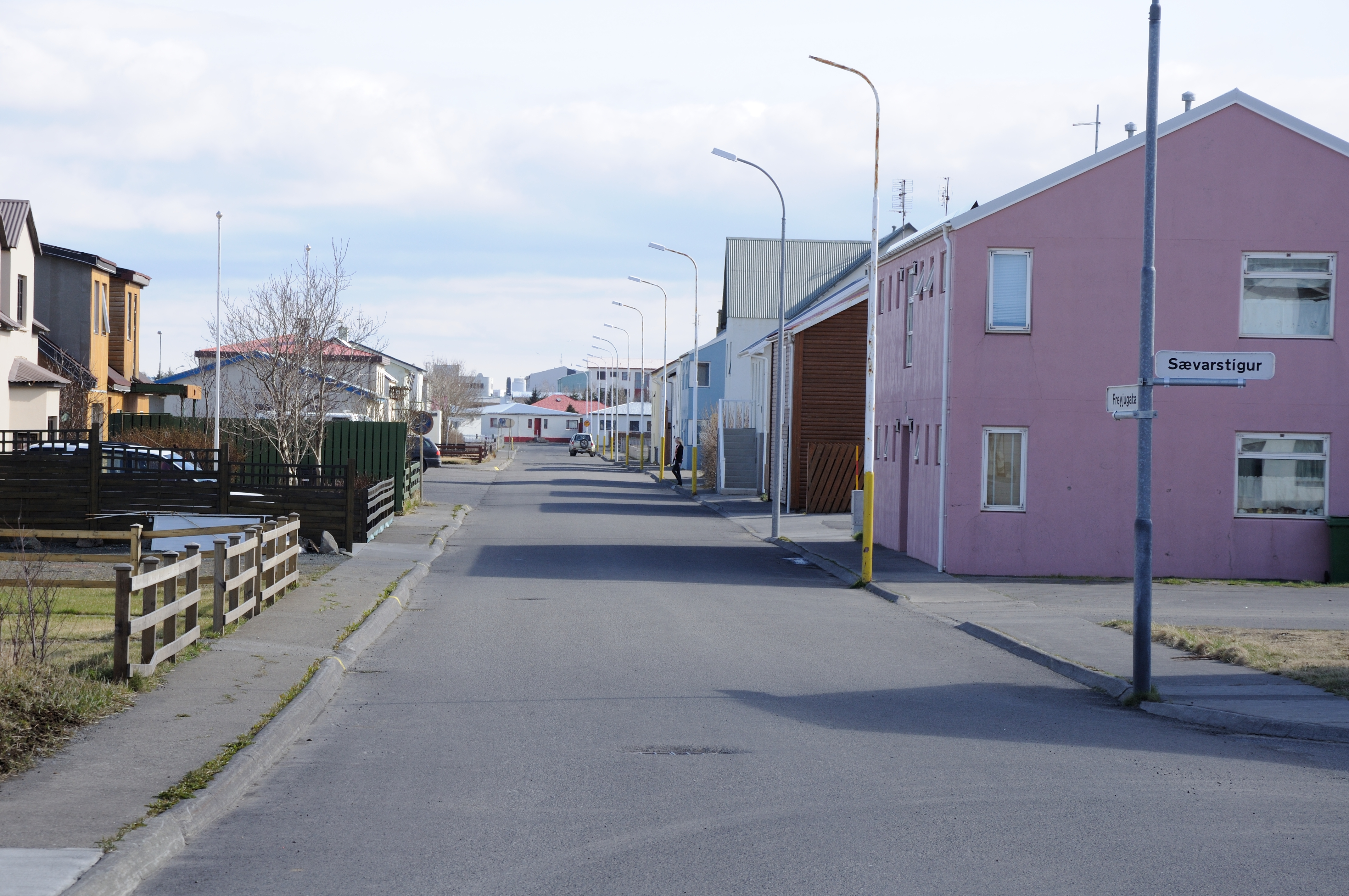
Calle residencial de la capital Sauðárkrókur.

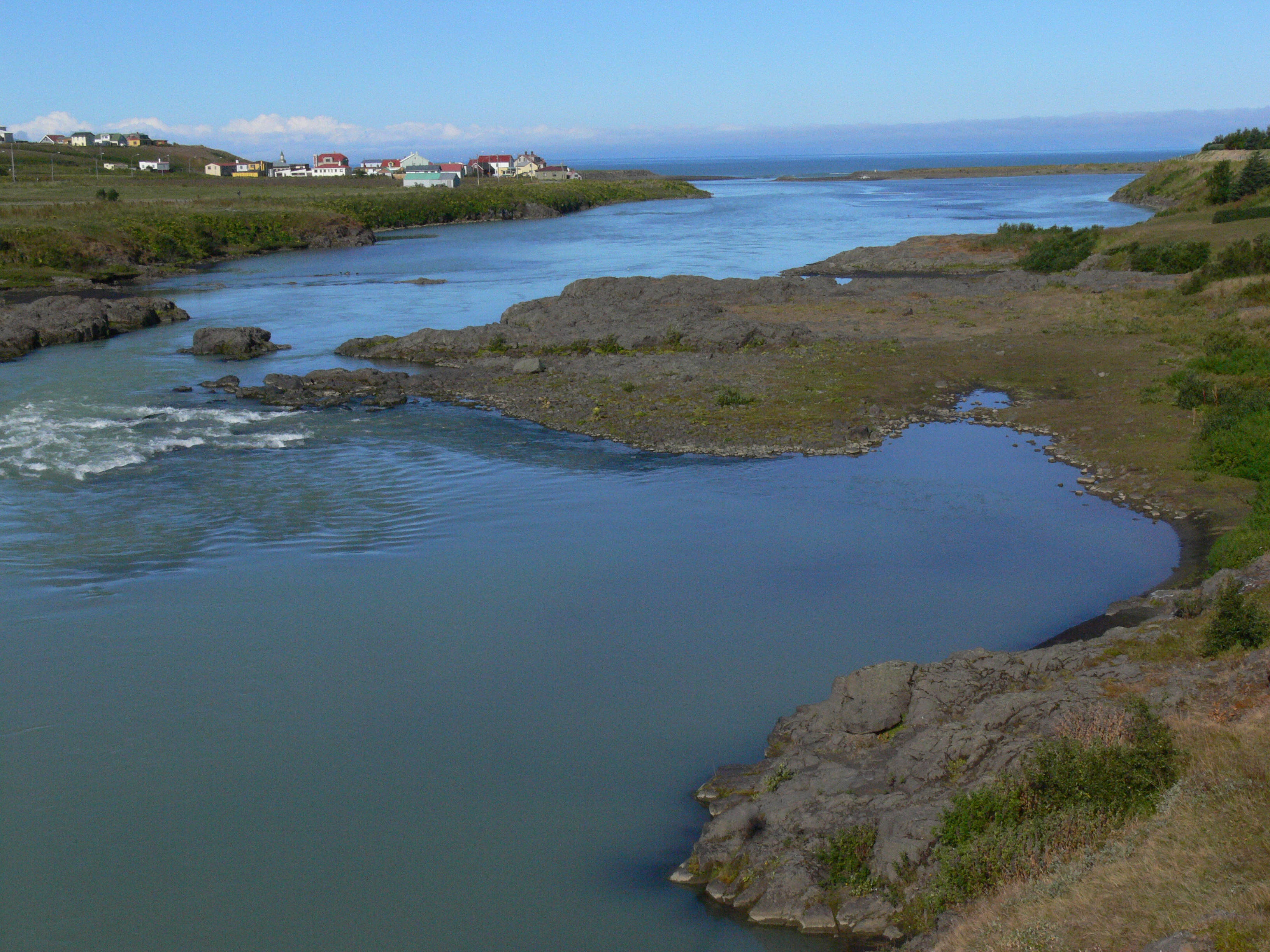
Vista de la ciudad de Blönduós.

### Condados
En la región de Norðurland Vestra se encuentran ubicados los siguientes condados:
- Austur-Húnavatnssýsla
- Skagafjarðarsýsla
- Vestur-Húnavatnssýsla

### Municipios
Norðurland Vestra se compone de los siguientes municipios:
- Akrahreppur
- Blönduós
- Húnaþing vestra
- Húnavatnshreppur
- Skagabyggð
- Skagafjörður
- Skagaströnd